# Rinds Herred
Rinds Herred ligger i den nordøstlige del af det gamle Viborg Amt.
Herredet hed i Kong Valdemars Jordebog Rinshæreth hørte i middelalderen til Himmersyssel; Fra 1660 blev det en del af Hald Amt. Rinds Herred er det nordøstligste i amtet, og grænser mod syd til Nørlyng Herred, fra hvilket det skilles ved Skals Å, mod øst og nord til Randers Amt (Onsild Herred) og Aalborg Amt (Gislum Herred), hvor Lerkenfeld Å danner en del af grænsen; Mod vest grænser det til Limfjorden
(Lovns Bredning, Virksund og Hjarbæk Fjord). 
I herredet ligger følgende sogne:
- Fjeldsø Sogn – (Aalestrup Kommune)
- Gedsted Sogn – (Aalestrup Kommune)
- Hersom Sogn – (Møldrup Kommune)
- Hvam Sogn – (Aalestrup Kommune)
- Hvilsom Sogn – (Aalestrup Kommune)
- Klejtrup Sogn – (Møldrup Kommune)
- Lynderup Sogn – (Møldrup Kommune)
- Låstrup Sogn – (Møldrup Kommune)
- Roum Sogn – (Møldrup Kommune)
- Simested Sogn – (Aalestrup Kommune)
- Skals Sogn – (Møldrup Kommune)
- Testrup Sogn – (Aalestrup Kommune)
- Ulbjerg Sogn – (Møldrup Kommune)
- Vester Bjerregrav Sogn – (Møldrup Kommune)
- Vesterbølle Sogn – (Aalestrup kommune)
- Vester Tostrup Sogn – (Møldrup Kommune)
- Østerbølle Sogn – (Aalestrup Kommune)
- Aalestrup Sogn – (Aalestrup Kommune)